# Kellogg’s
Kellanova (до 2023 года Kellogg Company, часто Kellogg’s) — американская компания, производитель сухих завтраков и продуктов питания быстрого приготовления. Штаб-квартира — в Чикаго, штат Иллинойс.

## История
Основана в городе Батл-Крик в 1906 году Уильямом Кейтом Келлогом под названием Battle Creek Toasted Corn Flake Company, в 1922 году была переименована в Kellogg Company. Компания выпускала разработанные братом основателя Джоном кукурузные хлопья Келлога (англ. Kellogg’s Toasted Corn Flakes), которые после изменения рецептуры (Уильям добавил сахар в несладкие хлопья Джона) быстро стали крайне популярными. Первое зарубежное предприятие было открыто в 1914 году в Канаде, а второе — в 1924 году в Австралии. В 1930 году был учреждён благотворительный фонд W.K. Kellogg Foundation, получивший контрольный пакет акций компании.
В 1940-х годах были открыты фабрики в ряде стран Европы и Южной Америки, основной продукцией оставались сухие завтраки, но компания также начала выпуск макаронных изделий и кормов для животных. В 1948 году продажи превысили 100 млн долларов. В 1950-х годах компания начала применять рекламу на телевидении, благодаря чему продажи к 1960 году достигли 256 млн долларов, а доля на рынке сухих завтраков в США — 40 %. Расширение сферы деятельности началось в 1969 году с покупки чайной компании Salada Foods, а в следующем году была приобретена компания Fearn International, производитель соусов, супов и десертов. В 1970-х годах были приобретены ещё несколько компаний в США и других странах. Одной из причин диверсификации были обвинения со стороны Федеральной торговой комиссии в том, что Kellogg’s и General Mills монополизировали рынок сухих завтраков и существенно завышали цены, при этом тратя в среднем 12 % выручки на рекламу. В конце 1970-х годов рост компании замедлился. В 1988 году чайный бизнес был продан.
В 1991 году основной конкурент, General Mills, создал совместное предприятие с Nestlé, названное Cereal Partners Worldwide, по производству и продаже сухих завтраков на рынках вне США. Kellogg’s также попыталась расширить географию деятельности: в 1993 году была открыта фабрика в Латвии, в 1994 году — в Индии, в 1995 году — в КНР; однако большого успеха в этих регионах достичь не удалось, к концу 1990-х годов основными рынками для компании, помимо США, были Великобритания, Мексика, Канада, Австралия, Франция и Германия. В 1999 году была куплена компания Worthington Foods, производившая заменители мяса и замороженных продуктов под брендами Morningstar Farms, Natural Touch, Worthington и Loma Linda. В 2000 году был поглощён производитель цельнозерновых сухих завтраков Kashi Company и ещё несколько компаний.
В 2001 году Kellogg’s за 3,87 млрд долларов купила Keebler Company, производителя печенья и крекеров.
В 2012 году компания стала вторым крупнейшим в мире производителем снеков после PepsiCo, приобретя у Procter & Gamble за 2,7 млрд долл. бренд картофельных чипсов Pringles.
В 2017 году Kellogg’s за 654 млн долл. приобрела чикагскую пищевую компанию Rxbar.
В 2018 году компания свернула деятельность в Венесуэле из-за экономического кризиса в этой стране.
В начале апреля 2019 года стало известно о решении Kellogg’s продать за 1,4 млрд долл. бренды Famous Amos, Murray’s, Keebler, Mother’s и Little Brownie Bakers (один из производителей печенья для гёрл-скаутов) компании Ferrero. В конце июля 2019 года сделка по продаже осуществилась.
В октябре 2023 года Kellogg’s была разделена на две независимые компании, Kellanova и WK Kellogg Co, первой досталось международное подразделение снэков и замороженных полуфабрикатов, а второй — североамериканский бизнес по производству сухих завтраков. В августе 2024 года было объявлено о поглощении Kellanova компанией Mars в сделке стоимостью 35,9 млрд долларов.

## Собственники и руководство
Крупнейший акционер компании — благотворительный фонд W. K. Kellogg Foundation (около 15 %). Другими крупными держателями акций являются Vanguard Fiduciary Trust (9,25 %), BlackRock (6,39 %), KeyBank (5,74 %), State Street Corporation (4,39 %)
Стивен Кахиллейн (Steven A. Cahillane) — председатель совета директоров с марта 2018 года и главный управляющий с октября 2017 года. Ранее работал в Anheuser-Busch InBev, The Coca-Cola Company и Nature’s Bounty.

## Деятельность
Компания выпускает широкий ассортимент снэков: крекеров, тостов, вафель и чипсов под торговыми марками Kellogg’s, Cheez-It, Pringles, Austin, Parati и RXBAR, а также замороженных полуфабрикатов под брендами Eggo и Morningstar Farm. Предприятия Kellogg расположены в 21 стране мира (Австралия, Бельгия, Бразилия, Великобритания, Гана, Египет, Индия, Испания, Колумбия, Малайзия, Мексика, Нигерия, Польша, Республика Корея, США, Таиланд, Турция, Эквадор, ЮАР, Япония); продукция, выпускаемая компанией, продаётся в более чем 180 странах. Компания реализует свою продукцию крупным розничным сетям, на Walmart приходится 15 % выручки.
Выручка компании за 2023 год составила 13,1 млрд долларов, важнейшими рынками были США, Великобритания, Нигерия, Канада, Мексика и Австралия. Подразделения компании сформированы по географическому принципу:
- Северная Америка — 50 % выручки;
- Европа — 19 % выручки;
- Латинская Америка — 10 % выручки;
- Африка, Ближний Восток и Азия — 21 % выручки.

### Kellogg в России
В середине января 2008 года Kellogg объявила о приобретении российской компании United Bakers (Воронеж), специализирующейся на производстве крекеров и сухих завтраков под торговой маркой «Любятово» . Сумма сделки (без учёта долга компании) оценивается в 80 — 150 млн $.
Kellogg договорился о продаже бизнеса в России ГК «Черноголовка», сделка была оформлена в июле 2023 года. На Россию приходилось около 1 % продаж компании, стоимость активов составляла 65 млн долларов.

## Продукты
- Bear Naked, Inc.
- Chips Deluxe
- Cheez-It Crackers
- Eggo
- Fruit Winders
- Fruity Snacks
- Kashi (company)
- Krave
- Morningstar Farms
- Club Crackers
- Nutri-Grain
- Pop-Tarts
- Pringles
- Rxbar
- Sunshine Biscuits
- Town House
- Zesta Crackers

### Хлопья

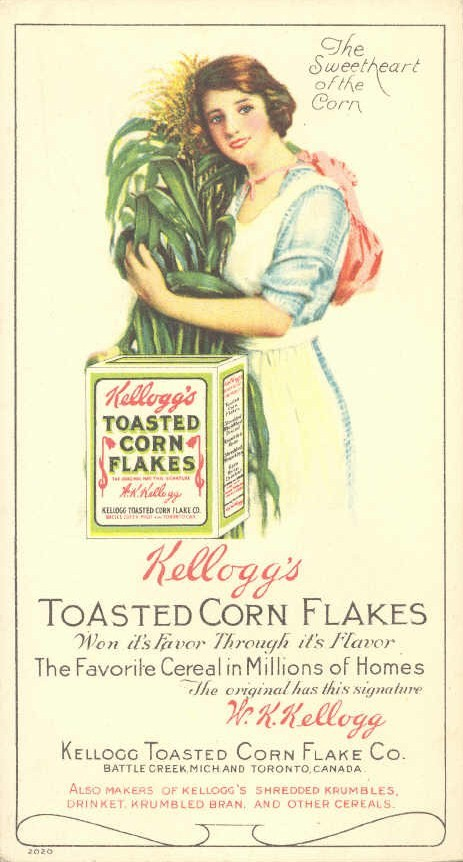
Рекламный плакат 1919 года.

- All-Bran: All-Bran Original, All-Bran Bran Buds, All-Bran Bran Flakes (Великобритания), All-Bran Extra Fiber, All-Bran Guardian (Канада)
- Apple Jacks
- Apple Jacks Apple vs Cinnamon Limited Edition
- Apple Jacks 72 Flavor Blast (Germany)
- Bran Buds (New Zealand)
- Bran Flakes
- Chocos (India, Europe)
- Chocolate Corn Flakes (шоколадная версия Corn Flakes. Впервые начали продаваться в Великобритании в 1998 году как Choco Corn Flakes или Choco Flakes, но через несколько лет стали дисконтным товаром. Перезапуск состоялся в 2011 году).
- Cinnabon
- Cinnamon Mini Buns
- Coco Pops Coco Rocks
- Coco Pops Special Edition Challenger Spaceship
- Coco Pops Crunchers
- Coco Pops Mega Munchers
- Coco Pops Moons and Stars
- Cocoa Krispies или Coco Pops (известны как Choco Pops во Франции, Choco Krispies в Австрии, Германии, Испании, Португалии и Швейцарии, Choco Krispis в Латинской Америке)
- Cocoa Flakes
- Corn Flakes
- Complete Wheat Bran Flakes/Bran Flakes
- Corn Pops
- Country Store
- Cracklin' Oat Bran
- Crispix
- Crunch
- Crunchy Nut (ранее известны как Crunchy Nut Cornflakes)
- Crunch Nut Bran
- Cruncheroos
- Хлопья Disney: Disney Hunny B's Honey-Graham, Disney Mickey's Magix, Disney Mud & Bugs, Пираты Карибского моря, Принцессы Диснея
- Donut Shop
- Eggo
- Extra (Muesli)
- Froot Loops
- Frosted Flakes (за пределами США и Канады известны как Frosties)
- Frosted Mini-Wheats (до начала 1990-х были известны в Великобритании как Toppas, после — как Frosted Wheats. Toppas используется в других странах Европы)
- Fruit Harves
- Fruit 'n Fibre (not related to the Post cereal of the same name sold in the US)
- Fruit Winders (выпускались только в Великобритании)
- Genmai Flakes (выпускались только в Японии)
- Guardian (выпускались только в Австралии, Новой Зеландии и Канаде)
- Happy Inside
- Honey Loops (ранее назывались Honey Nut Loops)
- Honey Nut Corn Flakes
- Honey Smacks (известны под этим названием в США)/Smacks (известны под этим названием в других странах)
- Jif Peanut Butter Cereal (выпускалась только в США)
- Just Right
- Khampa Tsampa- Roasted Barley (поставлялись для Тибета)[19]
- Kombos
- Krave (шоколадные хлопья, появившиеся в Великобритании в 2010 году, в Европе под названием Tresor или Trésor в 2011 году, и в Северной Америке в 2012 году)
- Komplete (выпускались только в Австралии)
- Low-Fat Granola: Low-Fat Granola, Low-Fat Granola with Raisins
- Mini Max
- Mini Swirlz
- Mini-Wheats* Mueslix
- Nutri-Grain
- Nut Feast
- Oat Bran: Cracklin' Oat Bran
- Optivita
- Pop-Tarts Bites: Frosted Strawberry, Frosted Brown Sugar Cinnamon
- Raisin Bran/Sultana Bran
- Raisin Wheats
- Rice Krispies/Rice Bubbles[20]
- Rocky Mountain Chocolate Factory Chocolatey Almond cereal
- Scooby-Doo: Cinnamon Marshmallow Scooby-Doo! (основаны на одноимённом мультипликационном персонаже)
- Smart Start: Smart Start, Smart Start Soy Protein Cereal
- Smorz
- Special K
- Spider-Man cereal: Spider-Man Spidey-Berry (основаны на одноимённом персонаже комиксов)
- SpongeBob SquarePants (основаны на одноимённом мультипликационном персонаже)
- Strawberry Pops (продавались только в Южной Африке)
- Super Mario Cereal
- Sustain: Sustain, Sustain Selection
- Tresor (продавались только в Европе)
- Variety
- Vector (продавались только в Канаде)
- Yeast bites with honey
- Любятово кукурузные хлопья (Россия)
- Kringelz (ранее известны как ZimZ!. Продавались в Австрии и Германии[21][22])

### Хлопья и другие продукты, снятые с производства

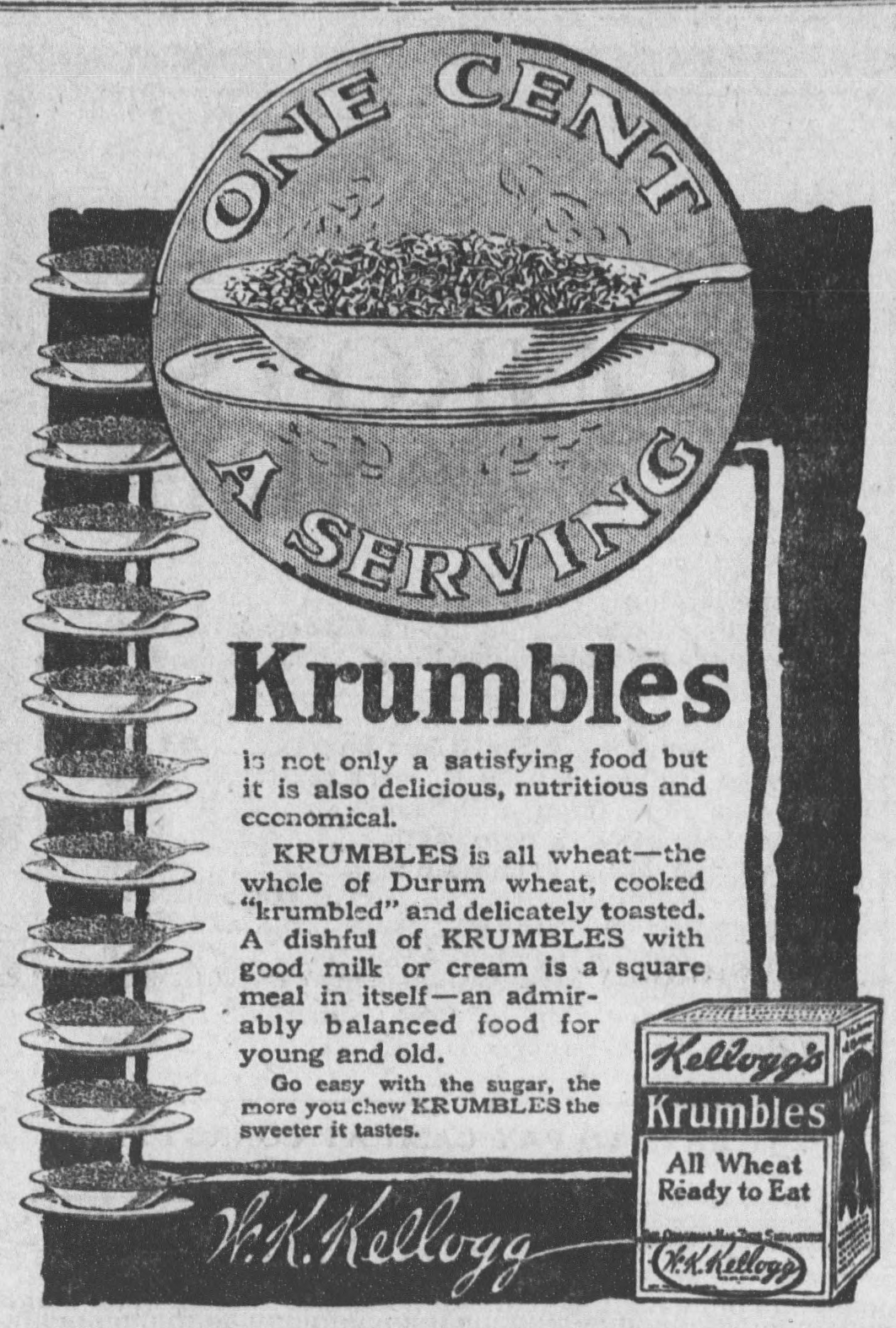
Рекламный плакат Krumbles 1917 года.

- Banana Bubbles (Вариация Rice Krispies с банановым вкусом. Впервые появились в Великобритании в 1995 году, но довольно быстро стали дисконтным товаром)
- Banana Frosted Flakes
- Bart Simpson’s No Problem-O’s and Bart Simpson’s Eat My Shorts (основаны на одноимённом персонаже мультсериала Симпсоны, выпускались ограниченное время в Великобритании)
- Bart Simpson Peanut Butter Chocolate Crunch Cereal[23])
- Bigg Mixx cereal[23]
- Buckwheat & Maple[24]
- Buzz Blasts (основаны на персонаже Базза Лайтера из кинофраншизы История игрушек)[23]
- C-3PO (представлены в 1984 гду и вдохновлены одноимённым персонажем кинофраншизы Звёздные войны. После были переименованы в Pro-Grain, реклама ориентировалась на спортсменов).
- Chocolate Mud & Bugs[23]
- Cinnamon Crunch Crispix
- Cinnamon Mini-Buns
- Cocoa Hoots (Краткое время производились в начале 1970-х. Маскотом был мультипликационный персонаж Сова Ньютона, в одном из рекламных роликов снялась юная Джоди Фостер).
- Coco Pops Strawss
- Complete Oat Bran Flakes
- Concentrate[25]
- Corn Flakes with Instant Bananas
- Corn Soya
- Crunchy Loggs[23]
- Double Dip Crunch[20]
- Eggo Waf-Fulls
- Frosted Krispies
- Frosted Rice: (комбинация Frosted Flakes и Rice Krispies. Маскотом был Тони младший).
- Fruit Twistables
- Fruity Marshmallow Krispies
- Golden Crackles
- Golden Oatmeal Crunch (позже переименованы в Golden Crunch)
- Gro-Pup Dog Food and Dog Biscuits
- Heartwise[26]
- Homer’s Cinnamon Donut(based on The Simpsons TV cartoon)[23]
- Kenmei Rice Bran[27]
- KOMBOs[23][28]
- Kream Krunch
- Krumbles[29]
- Marshmallow Krispies (later revised to Fruity Marshmallow Krispies)[20]
- Most
- Mr. T’s Muscle Crunch (1983—1985)
- Nut & Honey Crunch[23]
- OJ’s («All the Vitamin C of a 4-oz. Glass of Orange Juice»)[30]
- OKs cereal (early 1960s): Oat-based cereal physically resembling the competing brand Cheerios, with half the OKs shaped like letter O’s and the other half shaped like K’s, but did not taste like Cheerios. OKs originally featured Big Otis, a giant, burly Scotsman, on the box; this was replaced by the more familiar Yogi Bear.
- Pep: Best remembered as the sponsor of the Superman radio serial.
- Pokémon
- Pop-Tarts Crunch[20]
- Powerpuff Girls
- Product 19: Discontinued in 2016
- Puffa Puffa Rice (late 1960s-early 1970s)
- Raisin Squares[31]
- Raisins Rice and Rye[32]
- Razzle Dazzle Rice Krispies
- Sugar Stars/Stars/All-Stars
- Strawberry Rice Krispies
- Strawberry Splitz
- 3 Point Pops[33]
- Tony’s Cinnamon Krunchers[23]
- Tony's Turboz
- Triple Snack[28]
- Yogos
- Yogos (Berry, Mango, Strawberry, 72 Flavor Blast (Germany), Cookies and Cream, Tacos (Mexico))
- Yogos Rollers
- Zimz: Cinnamon Cereal
- Start (Великобритания)